# Jackie Stewart
Sir John Young "Jackie" Stewart (født 11. juni 1939) er en skotsk tidligere racerkører. Han vandt Formel 1-mesterskabet i 1969, 1971 og 1973. Jackie Stewart var sin tids store Formel 1-personlighed, igennem næsten hele sin tid i Formel 1 kørte han for den engelske tømmerhandler Ken Tyrrell – i starten dog engelske BRM – først i en fransk Matra Formel 1-racer, sidenhen i en egen konstruktion Tyrrell F1 Racing. Stewarts tid i Formel 1 er efterfølgende kendt som The Golden Years i Formel 1, idet det virkelig var med livet som indsats der blev kørt Grand Prix. Han har efterfølgende fortalt at han og konen Helen Stewart i gennemsnit gik til 4 begravelser pr. sæson i tiden 1967 til 1973. Han stoppede i det som skulle blive hans 100. Grand Prix, da teamkollegaen François Cevert blev dræbt under træningen til det amerikanske Grand Prix på Watkins Glen.